# Euxoa puengeleri
Euxoa puengeleri är en fjärilsart som beskrevs av Wagner 1913. Euxoa puengeleri ingår i släktet Euxoa och familjen nattflyn. Inga underarter finns listade i Catalogue of Life.